# Леополд фон дер Шуленбург
Леополд Кристиан Вилхелм Йохан фон дер Шуленбург (на немски: Leopold Christian Wilhelm Johann, Graf von der Schulenburg; * 10 април 1769, Емден/Алтенхаузен, Анхалт; † 31 октомври 1826, чифлик/дворец Бодендорф, Халденслебен, Саксония-Анхалт) е граф от клон „Бялата линия“ на род „фон дер Шуленбург“, пруски съветник, земевладелец и народен представител.

## Биография
Той е най-малкият син на хановерския генерал-майор граф Александер Якоб фон дер Шуленбург (1710 – 1775) и съпругата му фрайин Еренгард Мария София фон дер Шуленбург (1737 – 1786), дъщеря на фрайхер Георг Ернст фон дер Шуленбург (1704 – 1765) и Доротея Сузана фон дер Шуленбург (1704 – 1767), дъщеря на Даниел Лудолф фон дер Шуленбург (1667 – 1741) и Йохана Сузана фон Дизкау (1674/1679 – 1736). Брат е на пруския политик Филип Ернст Александер фон дер Шуленбург-Емден (1762 – 1820) и народния представител Август Карл Якоб фон дер Шуленбург (1764 – 1838).
Господарите фон дер Шуленбург получават Бодендорф през 1485 г. и ок. 1530 г. построяват чифлик, и към края на 17 век Даниел Лудолф фон дер Шуленбург и Йохана Сузана фон Дизкау построяват господарската къща. След национализацията през 1946 г. фамилията остава да живее в рицарското имение.
Леополд фон дер Шуленбург посещава рицарската академия в Бранденбург и започва военна кариера. Той служи от 1784 до 1798 г. като войник. От 1792 до 1795 г. участва във военни походи като лейтенант в „регимент Херцог фон Брауншвайг“.
При подялбата на наследството той получава през 1798 г. имението Бодендорф с Хоенварслебен и Ивенроде. Напуска войската и се грижи за управлението на имотите си. Същата година той е издигнат на граф. През 1791 г. се жени.
От 1798 г. той е областен депутат в „II. Магдебургски Холцкрайз“ и става там съветник през 1803 г. След като Прусия окупира през 1806 г. Курфюрство Хановер Леополд фон дер Шуленбург е изместен там за организацията на страната. След образуването на Кралство Вестфалия той става под-префект на Дистрикт Стендал. След края на Вестфалското кралство през 1813 г. става държавен съветник на окръг Нойхалденслебен и остава там до смъртта си.
През 1825 г. Леополд е народен представител в „първото Провинциално народно събрание на провинция Саксония“. Той е избран за представител на рицарството в изборния „бецирк в Магдебург“. От 1799 г. той също е депутат при областното „застрахователното дружество по пожарите“ за окръг Холцкрайз. През 1805 г. е директор на тази организация. От 1821 г. той е директор на тази организация в Магдебург.
Леополд фон дер Шуленбург умира на 57 години на 1 октомври 1826 г. в чифлик/дворец Бодендорф.

## Фамилия
Леополд фон дер Шуленбург се жени на 20 юни 1792 г. в Халберщат за фрайин Мария Кристиана Ернестина Филипина д'Орвиле фон Льовенклау (* 19 февруари 1774, Грьонинген; † 4 април 1826, Бодендорф), дъщеря на фрайхер Йохан Филип д'Орвиле фон Льовенклау (1732 – 1815) и Фридерика Хенриета Амалия фон дер Шуленбург (1746 – 1785), дъщеря на граф Карл Кристиан Готфрид фон дер Шуленбург (1702 – 1779) и Анна Луиза фон Хюнербайн (1718 – 1752). Те имат децата:
- Адолф Леополд (* 6 октомври 1794; † 1852)
- Ото Карл Фридрих (1797 – 1831)
- Теодор Фридрих Август (1801 – 1845)
- Розалия Каролина София (* 14 август 1803)
- Йохана Александра Фридерика Луиза (* 17 декември 1805, Бодендорф; † 16 февруари 1865, Алтенхаузен), омъжена за първия ѝ братовчед граф Хайнрих Фердинанд фон дер Шуленбург (* 20 януари 1804, Алтенхаузен; † 10 февруари 1839/1838, Функенхаген), син на чичо ѝ граф Август Карл Якоб фон дер Шуленбург (1764 – 1838) и Мария Луиза фон Клайст (1772 – 1827)
- Фридрих Вилхелм IX (* 12 юни 1807; † 1859)
- Еренгард Ернестина Елеонора Хелена (* 14 юни 1812)
- Леополдина Валерия/Валериана Шарлота Улрика (* 25 юли 1813, Стендал; † 26 юни 1888, Вилхелмстал), омъжена на 28 май 1838 г. в Бодендорф за Карл Август Вилхелм Рудолф фон Кате (* 26 април 1808; † 15 януари 1896, Вилхелмстал)
- Леополд Матиас Александер Якоб (* 18 май 1815, Бодендорф; † 9 февруари 1902, Бодендорф), женен за Мария Луиза Хенриета Каролина фон Химен (* 13 юни 1821, Хайн; † 24 февруари 1900, Бодендорф)